# Villarrubio
Villarrubio è un comune spagnolo di 211 abitanti situato nella comunità autonoma di Castiglia-La Mancia.